# 美好歲月
《美好歲月》，是一部以描寫林瑛琚師兄及簡美月師姊真實人生電視劇，由沈世朋、陳曉菁、林鴻翔、張倩、章永華、馬惠珍、秋乃華、楊懷民、張世賢、江晨希、王逸芝及謝俊慧主演，於2014年2月26日在大愛電視台20:00首播。中天娛樂台於2014年2月26日21:00播出。

## 播出時間
以下時間以當地時間（台灣時間）為準

### 首播
| 片名     | 頻道       | 所在地 | 播放日期      | 播放時間                  |
| -------- | ---------- | ------ | ------------- | ------------------------- |
| 美好歲月 | 大愛電視台 | 台灣   | 2013年2月26日 | 20:00~20:49播出（無廣告） |
| 美好歲月 | 大愛海外台 | 台灣   | 2014年2月26日 | 20:00~21:00播出（含廣告） |
| 美好歲月 | 中天娛樂台 | 台灣   | 2014年2月26日 | 21:00~22:00播出（含廣告） |

### 重播
| 片名     | 頻道       | 所在地 | 播放日期      | 播放時間                  |
| -------- | ---------- | ------ | ------------- | ------------------------- |
| 美好歲月 | 大愛電視台 | 台灣   | 2014年2月26日 | 23:30~00:19播出（無廣告） |
| 美好歲月 | 大愛海外台 | 台灣   | 2014年2月27日 | 02:00~03:00播出（含廣告） |
| 美好歲月 | 大愛電視台 | 台灣   | 2014年2月27日 | 03:00~03:49播出（無廣告） |
| 美好歲月 | 大愛海外台 | 台灣   | 2014年2月27日 | 09:00~09:49播出（無廣告） |
| 美好歲月 | 大愛海外台 | 台灣   | 2014年2月27日 | 11:00~12:00播出（含廣告） |
| 美好歲月 | 大愛電視台 | 台灣   | 2014年2月27日 | 16:00~16:49播出（無廣告） |
| 美好歲月 | 中天娛樂台 | 台灣   | 2014年2月27日 | 11:00~12:00播出（含廣告） |

### 大愛會客室

#### 首播
| 片名       | 頻道       | 所在地 | 播放日期      | 播放時間        |
| ---------- | ---------- | ------ | ------------- | --------------- |
| 大愛會客室 | 大愛海外台 | 台灣   | 2014年2月26日 | 21:00~21:11播出 |
| 大愛會客室 | 大愛電視台 | 台灣   | 2014年2月27日 | 00:19~00:30播出 |
| 大愛會客室 | 大愛海外台 | 台灣   | 2014年2月27日 | 09:49~10:00播出 |

#### 重播
| 片名       | 頻道       | 所在地 | 播放日期      | 播放時間        |
| ---------- | ---------- | ------ | ------------- | --------------- |
| 大愛會客室 | 大愛電視台 | 台灣   | 2014年2月27日 | 03:49~04:00播出 |
| 大愛會客室 | 大愛海外台 | 台灣   | 2014年2月27日 | 09:49~10:00播出 |
| 大愛會客室 | 大愛電視台 | 台灣   | 2014年2月27日 | 16:49~17:00播出 |

### 戲說人生

#### 首播
| 片名     | 頻道       | 所在地 | 播放日期     | 播放時間        |
| -------- | ---------- | ------ | ------------ | --------------- |
| 戲說人生 | 大愛電視台 | 台灣   | 2014年3月2日 | 21:00~21:25播出 |
| 戲說人生 | 大愛海外台 | 台灣   | 2014年3月3日 | 05:30~05:55播出 |

#### 重播
| 片名     | 頻道       | 所在地 | 播放日期     | 播放時間        |
| -------- | ---------- | ------ | ------------ | --------------- |
| 戲說人生 | 大愛電視台 | 台灣   | 2014年3月3日 | 02:00~02:25播出 |
| 戲說人生 | 大愛海外台 | 台灣   | 2014年3月9日 | 10:30~10:55播出 |

## 演員列表

### 主要演員
| 演員   | 角色   | 介紹 |
| 沈世朋 | 林瑛琚 | 阿江、美玉長子，七個弟妹的哥哥，美月的丈夫 個性積極主動。會主動幫忙母親做家事，從小體育細胞發達。                               |
| 傅顯皓 | 林瑛琚 | 少年林瑛琚。 |
| 陳聖昌 | 林瑛琚 | 童年林瑛琚。 |
| 陳曉菁 | 簡美月 | 滄海、簡擔的長女，瑛琚的妻子，林家長媳，七個弟妹的大嫂 個性文靜話不多，但做事有原則，一旦決定要做的事絕不放棄。                 |
| 林鴻翔 | 林阿江 | 八個孩子的父親 受日式教育長大，一絲不苟，絕對不收禮。是學者型人物，對孩子看似嚴肅，其實內心疼愛。最終因糖尿病病逝。             |
| 張倩   | 林美玉 | 八個孩子的母親 受日式教育長大，對人客氣，說話聲色柔和。是慈濟早期竹筒歲月的資深委員，法號為靜得。最終因胃癌細胞擴散全身而病逝。 |
| 章永華 | 簡滄海 | 四個孩子的父親 做事仔細，對帳目尤其一絲不苟的仔細，但卻也常因誤信朋友而導致生意損失。                                           |
| 馬惠珍 | 簡擔   | 四個孩子的母親 觀念傳統、嘮叨。曾因美月與瑛琚年紀差六歲，擔心美月因此過得不好，堅決反對二人婚事。                               |
| 秋乃華 | 林陳新 | 美玉養祖母，約六十多歲，從小看著美玉長大的養祖母。老來由美玉奉養，但很勤儉樸實，幫忙美玉做很多家事及帶孩子。                    |

### 其他角色
| 演員             | 角色           | 介紹 |
| 楊懷民           | 天送伯         | 瑛琚父親林阿江從外面撿回家的流浪漢，平日愛看歌仔戲，有些失智，但會幫忙養豬種菜。後期因侄子找到了他必須離開林家回到自己在花蓮縣吉安鄉的家。                         |
| 劉濟民           | 吳維祥         | 瑛琚的初中同學、死黨，來自單親家庭，但個性樂觀，喜歡開玩笑，和瑛琚在一起總是搭嘴鼓，與瑛琚的情誼匪淺。                                                             |
| 劉香君           | 林江美／林雅慧 | 瑛琚大姊，個性活潑聰明愛唱歌，幫忙母親美玉照顧弟妹，從小與瑛琚感情很好。後來考上台電上班，幫忙父母賺錢養家撫養弟妹。後因禁不起同事對名字的嘲弄才將江美而改名雅慧。 |
| 張埕容           | 林江美／林雅慧 | 少年林江美。 |
| 鄭伃廷           | 林江美／林雅慧 | 童年林江美。 |
| 張世賢           | 林琚英         | 瑛琚二弟，個性與瑛琚相比較保守。成家後一家子跟美玉一起住老家。 |
| 林永旭           | 林琚英         | 少年林琚英。 |
| 陳彥豪           | 林琚英         | 童年林琚英。 |
| 王逸芝           | 簡錦雲         | 美月大妹，個性活潑熱情，平日會主動做家事、助人，與大姐美月感情十分好，二人常在一起吐訴心事。                                                                       |
| 謝俊慧（富晨軒） | 林永琇         | 瑛琚、美月長女，個性直爽，從小就很有主見，縱使父女二人都很關心彼此，常因自己看法常與瑛琚不同而常有爭執。                                                           |
|                  | 林永潔         | 瑛琚、美月次女，個性溫和，但與母親美月個性相同，做事有自己的原則，與永琇永森三人姊弟感情好。                                                                       |
|                  | 趙逸帆         | 永潔之子 |
|                  | 趙逸祥         | 永潔之子 |
| 吳翔震           | 林永森         | 瑛琚、美月獨子，個性外柔內剛，雖不似父親瑛琚有運動天份，但卻酷愛騎自行車運動。                                                                                     |
| 江晨希           | 張菁育         | 永森之妻，瑛琚、美月長媳。慈濟技術學院畢業，相貌清秀，個性親切有愛心，做事認真負責。                                                                               |
| 王建復           | 王志鴻         | 花蓮慈濟醫院醫師，也是美月的心臟科主治醫師。 |
| 許亞芬           | 德慈師父       | 慈濟的常住師父，克難慈濟功德會早期元老級推手之一。 |
| 仲村絢香         | 妃文           | 美玉的同學，是位日本人，後因日本戰敗而必須離台回日。三四十年後還有機會在有生之年跟著旅行團旅遊來台見美玉一面。                                                     |
| 賴玉萱           | 劉太太         | 。 |
| 洪喻蕎           | 月桂師姊       | 慈濟委員，發心將婆婆的空屋提供出來當做義診場所。 |
| 王靖惇           | 阿興           | 永琇前夫，瑛琚、美月前長婿。最終因為外遇而和永琇離婚。 |
| 張哲豪           | 趙偉成         | 永潔之夫，瑛琚、美月次婿。是位警察，差點因自身警察身分害得無法跟永潔結婚。                                                                                         |
| 王世官           | 閰羅教練       | 瑛琚在國小、國中時期棒球教練。 |
| 鄒守宏           | 阿福           | 美月的愛慕者，住在美月家隔壁，後來對美月死心而跟錦雲相戀及結婚。                                                                                                   |
| 何曼寧           | 王姊           | 瑛琚、美月在第一產險公司的同事，是業務部經理。 |
| 周婷穎           | 小慧           | 瑛琚、美月在第一產險公司的同事，美月好友之一。 |
| 林麗勳           | 璧清           | 琚英之妻，阿江、美玉次媳。婚後一家子和婆婆美玉一起住老家。 |
| 王子華           | 簡東燦         | 美月大弟。 |
| 林裕文           | 醫師           | 。 |
| 蕭閔虔           | 大目仔         | 瑛琚小到大的棒球隊跟產險好友。 |
| 陳泰中           | 郭文貴         | 瑛琚在第一產險公司的台東客戶。 |
| 馬龍             | 經理           | 瑛琚、美月在第一產險公司的主管。 |
| 吳世楊           | 處長           | 瑛琚在國泰產險公司時期長官，退休後把處長一職繼任給瑛琚來做。 |
| 陳宏宇           | 林佳瑞         | 永琇之子。 |
| 傅顯捷           | 少年林佳瑞     | 永琇之子。 |
| 李慧娟           | 小玉師姐       | 慈濟委員。 |
| 王云娟           | 阿霞師姑       | 慈濟委員。 |
| 蘇晴瑄           | 林佳瑜         | 永琇之女。 |
| 鄭平君           |                | 菁育父親。 |
| 嚴藝文           |                | 菁育母親。 |

### 大愛會客室名單
| 集數   | 日期          | 來賓                                               |
| 第1集  | 2014年2月27日 | 吳思達（製作人）、黃克義（導演）、臧蕙年           |
| 第2集  | 2014年2月28日 | 吳思達（製作人）、林鴻翔、張倩                     |
| 第3集  | 2014年3月1日  | 林乃華（秋乃華本名）、張倩、林鴻翔                 |
| 第4集  | 2014年3月2日  | 林雅慧（原名林江美）、林乃華（秋乃華本名）、林鴻翔 |
| 第5集  | 2014年3月3日  | 林雅慧（原名林江美）、黃克義（導演）、林鴻翔       |
| 第6集  | 2014年3月4日  | 林雅慧（原名林江美）、張倩、林鴻翔                 |
| 第7集  | 2014年3月5日  | 林雅慧（原名林江美）、張倩                         |
| 第8集  | 2014年3月6日  | 張倩、張世賢                                       |
| 第9集  | 2014年3月7日  | 張倩、張世賢                                       |
| 第10集 | 2014年3月8日  | 沈世朋、黃克義（導演）                             |
| 第11集 | 2014年3月9日  | 林雅慧（原名林江美）、張倩                         |
| 第12集 | 2014年3月10日 | 沈世朋、黃克義（導演）                             |
| 第13集 | 2014年3月11日 | 林雅慧（原名林江美）、沈世朋                       |
| 第14集 | 2014年3月12日 | 沈世朋、黃克義（導演）                             |
| 第15集 | 2014年3月13日 | 林雅慧（原名林江美）、張倩、林鴻翔                 |
| 第16集 | 2014年3月14日 | 馬惠珍、章永華                                     |
| 第17集 | 2014年3月15日 | 馬惠珍、章永華                                     |
| 第18集 | 2014年3月16日 | 馬惠珍、章永華                                     |
| 第19集 | 2014年3月17日 | 馬惠珍、陳曉菁、王逸芝                             |
| 第20集 | 2014年3月18日 | 沈世朋、劉濟民                                     |
| 第21集 | 2014年3月19日 | 陳曉菁、簡錦雲、簡東燦                             |
| 第22集 | 2014年3月20日 | 馬惠珍、章永華                                     |
| 第23集 | 2014年3月21日 | 馬惠珍、陳曉菁、簡錦雲                             |
| 第24集 | 2014年3月22日 | 陳曉菁、簡錦雲                                     |
| 第25集 | 2014年3月23日 | 林雅慧、張倩、林鴻翔                               |
| 第26集 | 2014年3月24日 | 林雅慧、張倩                                       |
| 第27集 | 2014年3月25日 | 林永琇、林永潔、林永森                             |
| 第28集 | 2014年3月26日 | 林永琇、林永潔、林永森                             |
| 第29集 | 2014年3月27日 | 沈世朋、劉濟民                                     |
| 第30集 | 2014年3月28日 | 沈世朋、劉濟民                                     |
| 第31集 | 2014年3月29日 | 林雅慧、沈世朋                                     |
| 第32集 | 2014年3月30日 | 林永琇、林永潔、林永森                             |
| 第33集 | 2014年3月31日 | 陳曉菁、簡錦雲                                     |
| 第34集 | 2014年4月1日  | 林雅慧、沈世朋                                     |
| 第35集 | 2014年4月2日  | 林永琇、林永森                                     |
| 第36集 | 2014年4月3日  | 馬惠珍、陳曉菁、王逸芝、簡錦雲                     |
| 第37集 | 2014年4月4日  | 陳曉菁、簡錦雲、簡瓊珠、簡東燦                     |
| 第38集 | 2014年4月5日  | 林永琇、林永潔、林永森                             |
| 第39集 | 2014年4月6日  | 林永琇、林永潔、林永森                             |
| 第40集 | 2014年4月7日  | 林永琇、林永潔、林永森                             |

## 戲中歌曲
| 曲別   | 歌名     | 演唱者 | 作詞 | 作曲   | 編曲   | 製作人 | 合聲           |
| 片頭曲 | 九局下半 | 荒山亮 | 笑容 | 巫雨白 | 項仲為 | 曹俊鴻 | 巫雨白、張瀅之 |
| 片尾曲 | 美好歲月 | 馬毓芬 | 阿Q  | 曹俊鴻 | 徐肖   | 曹俊鴻 | 巫雨白、馬毓芬 |

## 製作團隊
- 監 製：臧蕙年
- 製作人：吳思達
- 編 劇：譚智華
- 導 演：黃克義
- 顧 問：林永琇、林雅慧

## 作品的變遷
| 大愛電視台 週一~週日20:00~20:49       | 大愛電視台 週一~週日20:00~20:49        | 大愛電視台 週一~週日20:00~20:49 |
| ------------------------------------- | -------------------------------------- | ------------------------------- |
|                                       | 美好歲月 2014年2月26日－2014年4月6日   |                                 |
| 紅塵驛站 2014年1月22日－2014年2月25日 | 春暖向陽天 2014年4月7日－2014年5月16日 |                                 |

| 中天娛樂台 週一~週日21:00~22:00       | 中天娛樂台 週一~週日21:00~22:00        | 中天娛樂台 週一~週日21:00~22:00 |
| ------------------------------------- | -------------------------------------- | ------------------------------- |
|                                       | 美好歲月 2014年2月26日－2014年4月6日   |                                 |
| 紅塵驛站 2014年1月22日－2014年2月25日 | 春暖向陽天 2014年4月7日－2014年5月16日 |                                 |

| 大愛電視台二台 大愛好戲成雙 周一至周日 18:00~19:30節目 | 大愛電視台二台 大愛好戲成雙 周一至周日 18:00~19:30節目 | 大愛電視台二台 大愛好戲成雙 周一至周日 18:00~19:30節目 |
| ------------------------------------------------------ | ------------------------------------------------------ | ------------------------------------------------------ |
|                                                        | 美好歲月 2016年12月11日－2016年12月30日                |                                                        |
| 心願 2016年11月21日－2016年12月10日                    | 明天更美麗 2016年12月31日－2017年1月19日               |                                                        |

## 外部連結
- 大愛電視《美好歲月》官方網站
- 大愛劇場官方Facebook （页面存档备份，存于）